# Frase ipotetica inglese
La frase ipotetica inglese è una tipologia di proposizione tipica della lingua inglese, ma riscontrabile anche in altre lingue. Essa indica appunto un'ipotesi, una congettura, una supposizione che si fa e la conseguenza che comporta. La frase ipotetica inglese si divide a sua volta in due proposizioni: la proposizione principale (main clause) e la proposizione subordinata (subordinate clause / if-clause), in cui sempre (spessissimo in realtà) troveremo la preposizione if.
La main clause e la if-clause non devono necessariamente seguire un ordine ben definito, ma si può utilizzare la struttura che più si ritiene appropriata all'interno del contesto. È buona prassi tuttavia separare con una virgola la proposizione principale da quella subordinata, nel caso in cui si inizi con la subordinata.
Esempi:
- Se stai attraversando l'Inferno, continua ad andare! - If you are going through hell, keep going! (Sir Winston Churchill)
- Continua ad andare se stai attraversando l'inferno! - Keep going if you are going through hell!

In inglese vi sono tre tipi di proposizione ipotetica (chiamati, nella didattica della lingua, "1º tipo", "2º tipo", e "3º tipo") che possono essere semplicemente riassunte in: condizione presente che potrebbe realizzersi nel futuro (1º tipo); situazioni impossibili o irreali nel presente (2º tipo); situazioni impossibili nel passato (3º tipo).
A queste bisogna aggiungere una quarta forma ipotetica (tipo 0), chiamata frase ipotetica della realtà, la quale indica verità assolute, verificabili e riproducibili sempre e comunque.
Di seguito è data la descrizione più in dettaglio delle varie forme.

## Frase ipotetica della realtà (tipo zero)
È una particolare forma ipotetica dove sia la frase principale sia quella subordinata sono nella forma presente.
Viene utilizzata quando la condizione ha un risultato generale, costante o abituale, ovvero in caso di leggi fisiche e leggi naturali.
Corrisponde al periodo ipotetico del 1º tipo in Latino e Greco. Il suo uso è importante, in quanto l'interlocutore intenderà come ovvio o certo l'avverarsi della conseguenza.
Tempi verbali:
- if-clause: simple present;
- main clause: simple present.

Esempi:
- L'olio galleggia se lo si versa in acqua - Oil floats if you put it on water.

## Frase ipotetica del 1º tipo
La frase ipotetica del 1º tipo appartiene al mondo del fact: l'azione in essa contenuta si ritiene probabile e/o direttamente consequenziale
I tempi verbali saranno:
- nella if-clause un simple present;
- nella main clause un simple future (will + forma base).

Esempi:
- Se domani il tempo è bello, andremo al mare - If tomorrow the weather is good, we will go to the beach;
- Andrò all'università se riuscirò a prendere il diploma - I'll go to university if I can take the diploma;
- Se qualcosa può andare storto, lo farà - if something can go wrong, it will; (Murphy's Law)
- Una banca è un posto che ti presta dei soldi se puoi provare di non averne bisogno - A bank is a place that will lend you money if you can prove that you don't need it. (Cit. Bob Hope)

Da notare che in italiano i tempi verbali non sono vincolati da una regola in particolare, mentre in inglese sì. La citazione di Bob Hope può ad esempio essere resa in Italiano anche nel seguente modo:
- Una banca è un posto che ti presta dei soldi, se proverai di non averne bisogno.

In questo caso il tempo verbale inglese è vincolato al presente nella proposizione subordinata, mentre il tempo verbale italiano può essere scelto tra indicativo presente e futuro, in funzione del contesto.
Ancora, la Legge di Murphy è esprimibile in Italiano come:
- Se qualcosa potrà andare storto, lo farà.

Anche in questo caso, l'Italiano non è vincolato all'uso di un tempo verbale in particolare, mentre la proposizione subordinata inglese sì: quindi, anche se in Italiano nella frase subordinata c'è un futuro (potrà), in Inglese ci sarà un presente (can).

### Utilizzo del tempoinfinitivenellamain clause
Nella proposizione principale inglese, è consentito l'uso del tempo infinitive al posto del futuro, nei casi in cui si vogliano esprimere consigli, suggerimenti, avvertimenti (per intendersi, una sorta di imperativo esortativo)
Esempi:
- Se vieni in Italia, fammelo sapere! - If you come to Italy, let me know!

Attenzione a non inserire il soggetto di let. Una frase del tipo: if you come, you let me know assume il significato di se vieni, è certo (legge universale) che me lo farai sapere.

### Utilizzo deimodal verbsnellamain clause
Nella proposizione principale inglese è consentito l'uso dei modal verbs (shall, can, may) in sostituzione di will.
Esempi:
- Se hai tempo, potresti lavare i piatti – if you have time, you may wash the dishes.

## Frase ipotetica del 2º tipo
Nella frase ipotetica del 2º tipo la realizzazione della condizionalità è possibile, ma improbabile, se non addirittura irreale. Tuttavia, utilizzando la frase ipotetica del secondo tipo, si vuole esprimere ancora una certa fiducia nel modificare l'azione per la realizzazione della condizionalità.
I tempi verbali saranno:
- Simple Past nella if-clause;
- Present Conditional (would + forma base) nella main clause.

Esempi:
- Se domani il tempo cambiasse, andremmo al mare - If tomorrow the weather changed, we would go to the beach.
- Andrei all'università se riuscissi a prendere il diploma - I would go to university if I took the diploma.

Bisogna prestare grande attenzione al fatto che nella if-clause il verbo è al congiuntivo (subjunctive mode), modo che non ha flessione in Inglese. Se si utilizza il verbo essere, tutte le persone saranno espresse da were, anche se nella lingua parlata è possibile trovare la forma was per la prima e terza persona singolare.
Esempi:
- Se fossi in te, non ci andrei - If I were you, I wouldn't go there.
- Se Jane avesse abbastanza soldi, andrebbe sicuramente in crociera - If Jane had enough money, she would surely go on a cruise.

### Uso deimodal verbsnellamain clause
Nella proposizione principale è consentito l'uso dei verbi modali, in sostituzione di would. I verbi consentiti sono: could, might, should.

## Frase ipotetica del 3º tipo
La frase ipotetica del 3º tipo indica una condizionalità ormai non realizzatasi: sottolinea ovvero un corso di eventi avvenuti nel passato che non possono essere più modificabili. La condizionalità è quindi 'impossibile. La frase ipotetica del 3º tipo appartiene all'imaginary world.
I tempi verbali saranno:
- Past Perfect nella if-clause;
- Past Conditional (would + have + participio passato) nella main clause.

Esempi:
- Se il tempo fosse stato bello, saremmo andati al mare - If the weather had been nice, we would have gone to the beach.
- Sarei andato all'università se avessi preso il diploma - I would have gone to university if I had taken the diploma.

### Uso deimodal verbnellamain clause
In sostituzione di would, è consentito anche l'uso di could, might, should.
| Controllo di autorità | LCCN (EN) sh86002338 · J9U (EN, HE) 987007546445705171 |